# Eplerenone
Eplerenone, bán dưới tên thương hiệu Inspra, là một steroid antimineralocorticoid của spirolactone nhóm được sử dụng để hỗ trợ trong việc quản lý suy tim mạn tính và cao huyết áp, đặc biệt đối với những bệnh nhân bị tăng huyết áp kháng do aldosterone cao. Phân loại như là một chất đối vận chọn lọc thụ thể aldosterone (SARA), nó cũng tương tự như các thuốc lợi tiểu spironolacton, mặc dù nó là nhiều hơn nữa chọn lọc cho các thụ thể mineralocorticoid so (tức là, không có bất kỳ antiandrogen, progestogen, glucocorticoid, hoặc estrogen tác), và được đặc biệt bán trên thị trường để giảm nguy cơ tim mạch ở bệnh nhân sau nhồi máu cơ tim. Eplerenone là một loại thuốc lợi tiểu tiết kiệm kali, có nghĩa là nó giúp cơ thể thoát khỏi nước nhưng vẫn giữ được kali.
Nó được cấp bằng sáng chế vào năm 1983 và được chấp thuận cho sử dụng y tế tại Hoa Kỳ vào năm 2002. Eplerenone hiện được chấp thuận để bán ở Mỹ, EU, Hà Lan và Nhật Bản. Eplerenone chi phí ước tính 2,93 đô la mỗi ngày khi điều trị suy tim sung huyết và 5,86 đô la mỗi ngày khi điều trị tăng huyết áp.

## Sử dụng trong y tế

### Suy tim
Eplerenone được chỉ định đặc biệt để giảm nguy cơ tử vong do bệnh tim mạch ở những người bị suy tim và rối loạn chức năng tâm thất trái trong vòng 314 ngày sau khi bị nhồi máu cơ tim cấp, kết hợp với các liệu pháp tiêu chuẩn và điều trị chống tăng huyết áp. Một biến thể của nhóm spirolactone, Eplerenone đã được phát triển để mâu thuẫn với sự suy giảm nồng độ kali và magnesi thiết yếu thường gặp trong các thuốc đối kháng thụ thể khoáng chất khác. Nó là một thay thế đắt tiền hơn cho spironolactone.
| Tham số                        | NÓI                                   | TUYỆT VỜI      |
| ------------------------------ | ------------------------------------- | -------------- |
| Thuốc uống:                    | Spironolactone                        | Eplerenone     |
| Bệnh nhân ghi danh (n)         | 1663                                  | 6632           |
| Tiêu chí Dân số / Bao gồm      | NYHA Class III tại thời điểm ghi danh | NYHA Lớp I-IV  |
| Liều mục tiêu                  | 50 mg / ngày                          | 50 mg / ngày   |
| Liều lượng trung bình đạt được | 26 mg / ngày                          | 43,5 mg / ngày |
| Thời gian theo dõi trung bình  | 24 tháng                              | 16 tháng       |
| Lợi tiểu                       | 100%                                  | 60%            |

### Tăng huyết áp
Eplerenone có thể được sử dụng riêng lẻ hoặc kết hợp với các loại thuốc khác để điều trị tăng huyết áp.  Trong một thử nghiệm kéo dài 8 tuần với 417 bệnh nhân bị tăng huyết áp nhẹ đến trung bình, eplerenone giảm huyết áp tâm thu và tâm trương theo cách phụ thuộc vào liều. Eplerenone có hiệu quả làm giảm huyết áp so với các tác nhân như spironolactone, enalapril, losartan và amlodipine, nhưng tác dụng của nó đối với tỷ lệ tử vong vẫn chưa được biết rõ. Trong các mô hình chuột, eplerenone đã được chứng minh là làm giảm huyết áp phổi, nhưng không phải là suy tim phải.
Đối với những người bị tăng huyết áp kháng thuốc, thuốc đối kháng aldosterone (bao gồm cả eplerenone) là an toàn và trong các nghiên cứu so sánh đã làm giảm huyết áp tâm thu xuống 24 mm Hg và huyết áp tâm trương khoảng 8 mm Hg. Cụ thể, eplerenone có khả năng đặc biệt hiệu quả ở những người bị tăng huyết áp kháng do cường aldosteron, được chỉ định bởi aldosterone huyết tương cao và hoạt động renin huyết tương thấp.

### Bệnh lý võng mạc trung ương
Eplerenone đang được khám phá như là một điều trị cho bệnh võng mạc huyết thanh trung tâm. Người ta hy vọng rằng là một antimineralocorticoid, eplerenone có thể ức chế sự kích hoạt quá mức của con đường thụ thể khoángocorticoid trong màng đệm. Các thử nghiệm riêng biệt đang được tiến hành để xác định xem có tác dụng có lợi của eplerenone đối với CSR cấp tính và mãn tính hay không.

## Tác dụng phụ
Tác dụng bất lợi của aldosterone xảy ra trong tim và não, do thay đổi trong việc giữ nước và bài tiết natri và kali.  Các phản ứng có hại của thuốc thường gặp (ADR) liên quan đến việc sử dụng eplerenone bao gồm: tăng kali máu, hạ huyết áp, chóng mặt, thay đổi chức năng thận và tăng nồng độ creatinine. Eplerenone có thể có tỷ lệ mắc thấp hơn spironolactone của các tác dụng phụ về tình dục như nữ tính hóa, gynecomastia, bất lực, ham muốn tình dục thấp và giảm kích thước bộ phận sinh dục nam. Điều này là do các antimineralocorticoids khác có các yếu tố cấu trúc của phân tử progesterone, gây ra kết quả proogenogen và antiandrogenic.  Khi xem xét dùng các loại thuốc này, điều quan trọng cần lưu ý là các biến thể trong khả năng của chúng để bù đắp các tác dụng không gây bệnh của aldosterone.

### Chống chỉ định
Eplerenone chống chỉ định ở những bệnh nhân bị tăng kali máu, suy thận nặng (creatinine Cl dưới 30 ml / phút) hoặc suy gan nặng (điểm Child-Pugh C). Nhà sản xuất eplerenone cũng chống chỉ định điều trị đồng thời (CI tương đối) với ketoconazole, itraconazole hoặc thuốc lợi tiểu tiết kiệm kali khác (mặc dù nhà sản xuất vẫn coi việc sử dụng các thuốc này là CI tuyệt đối) nên có lợi cho các rủi ro tiềm tàng.

### Tương tác thuốc
Eplerenone được chuyển hóa chủ yếu bởi enzyme cytochrom P450 CYP3A4. Do đó, tiềm năng tồn tại cho các tương tác thuốc bất lợi với các thuốc khác gây ra hoặc ức chế CYP3A4. Cụ thể, việc sử dụng đồng thời các chất ức chế mạnh CYP3A4 ketoconazole và itraconazole là chống chỉ định. Các thuốc ức chế CYP3A4 khác bao gồm erythromycin, saquinavir và verapamil nên được sử dụng thận trọng. Các loại thuốc khác làm tăng nồng độ kali có thể làm tăng nguy cơ tăng kali máu liên quan đến trị liệu eplerenone, bao gồm các chất thay thế muối, bổ sung kali và thuốc lợi tiểu tiết kiệm kali khác.

## Dược lý
Eplerenone là một antimineralocorticoid, hoặc một chất đối kháng của thụ thể mineralocorticoid (MR). Eplerenone còn được biết đến với tên hóa học là 9,11α-epoxy-7α-methoxycarbonyl-3-oxo-17α-mang-4-ene-21,17-carbolactone và "được lấy từ spironolactone bằng cách giới thiệu cây cầu 9α, 11α-epoxy và bằng cách thay thế nhóm 17a-thoacetyl của spironolactone bằng nhóm carbomethoxy. "  Thuốc kiểm soát huyết áp cao bằng cách ngăn chặn sự gắn kết của aldosterone với thụ thể mineralocorticoid (MR) trong các mô biểu mô, chẳng hạn như thận.  Ngăn chặn hoạt động của aldosterone làm giảm thể tích máu và giảm huyết áp. Nó có ái lực thấp hơn từ 10 đến 20 lần so với MR so với spironolactone, và ít có tác dụng in vivo như một antimineralocorticoid.  Tuy nhiên, trái ngược với spironolactone, eplerenone có ít ái lực với các thụ thể androgen, progesterone và glucocorticoid.  Nó cũng đã được quan sát liên tục hơn các tác dụng antimineralocorticoid không genom liên quan đến spironolactone (xem thụ thể màng khoángocorticoid).  Eplerenone khác với spironolactone trong quá trình trao đổi chất rộng rãi, với thời gian bán hủy ngắn và các chất chuyển hóa không hoạt động.